# Ballad〜La Pluie
『Ballad〜La Pluie 』（バラード・ラ・プリュイ）は、氷室京介のバラード・ベスト・アルバム 。ポリドール・レコード／BeatNixより2001年9月27日発売。

## 解説
- 氷室京介がこれまでに発売したシングル、アルバムの収録曲からバラードの曲のみを収録したベストアルバム。

- スリーブケース仕様。

## 構成
以下のシングルおよびアルバムから選曲されている。しかし、一部のシングル曲はアルバムバージョンで収録されている他、細部に若干の変更点が存在する。また東芝EMI所属時代の曲も3曲のみ収録されている。
シングル
- 「LOVER'S DAY」（1990年） - 「JEALOUSYを眠らせて」のカップリング曲。
- 「魂を抱いてくれ」（1995年） - nylon-guitar version
- 「WALTZ」（1997年） - シングルバージョン（アルバム初収録）
- 「炎の化石」（1998年）
- 「TENDERLY」（1999年） - 「SLEEPLESS NIGHT 〜眠れない夜のために〜」のカップリング曲 (アルバム初収録)
- 「ダイヤモンド・ダスト」 (1999年) - シングルバージョン（アルバム初収録）
- 「永遠 〜Eternity〜」（2000年） - アルバムバージョン
- 「REVOLVER」（2001年） - 「Girls Be Glamorous」のカップリング曲（アルバム初収録）

アルバム
- 『Higher Self』（1991年） - 「STORMY NIGHT」
- 『Memories Of Blue』（1993年） - 「RAINY BLUE」
- 『MELLOW』（2000年） - 「Still The One」、「So Far So Close」
- 『beat haze odyssey』（2000年） - 「Julia」

## 収録曲
| #         | タイトル                                  | 作詞               | 作曲      | 編曲                                 | 時間  |
| --------- | ----------------------------------------- | ------------------ | --------- | ------------------------------------ | ----- |
| 1.        | 「STORMY NIGHT」                          | 松井五郎           | 氷室京介  | 西平彰                               | 4:00  |
| 2.        | 「RAINY BLUE」                            | 松井五郎           | 氷室京介  | 西平彰                               | 4:37  |
| 3.        | 「炎の化石」                              | 森雪之丞           | 氷室京介  | ジェフ・ボヴァ                       | 5:13  |
| 4.        | 「WALTZ」                                 | 氷室京介           | 氷室京介  | 氷室京介、美久月千晴                 | 5:21  |
| 5.        | 「ダイヤモンド・ダスト」                  | 森雪之丞           | 氷室京介  | ポール・バックマスター               | 5:11  |
| 6.        | 「永遠 〜Eternity〜」                     | 森雪之丞           | 氷室京介  | 氷室京介                             | 4:19  |
| 7.        | 「REVOLVER」                              | 森雪之丞           | 氷室京介  | 氷室京介                             | 6:10  |
| 8.        | 「Still The One」                         | 氷室京介、松井五郎 | 氷室京介  | 氷室京介、キム・ブラード             | 5:37  |
| 9.        | 「So Far So Close」                       | 松井五郎           | 氷室京介  | 氷室京介、キム・ブラード             | 5:32  |
| 10.       | 「LOVER'S DAY」                           | 氷室京介           | 氷室京介  | 氷室京介、西平彰                     | 5:13  |
| 11.       | 「TENDERLY」                              | 森雪之丞           | 氷室京介  | スティーヴ・スティーヴンス           | 6:10  |
| 12.       | 「魂を抱いてくれ (nylon-guitar version)」 | 松本隆             | 氷室京介  | 佐橋佳幸                             | 4:33  |
| 13.       | 「Julia」                                 | 森雪之丞           | 氷室京介  | 氷室京介、スティーヴ・スティーヴンス | 5:43  |
| 合計時間: | 合計時間:                                 | 合計時間:          | 合計時間: | 合計時間:                            | 67:39 |